# NGC 7272
NGC 7272 (другие обозначения — PGC 68786, UGC 12028, MCG 3-57-3, ZWG 452.8, NPM1G +16.0523) — спиральная галактика с перемычкой (SBa) в созвездии Пегас.
Этот объект входит в число перечисленных в оригинальной редакции «Нового общего каталога».